# Мотихари
Мотихари (на хинди: मोतिहारी; на английски: Motihari) е град в Индия. Градът е разположен в Североизточна Индия в щата Бихар, близо до границата с Непал. Население от 126 158 жители (през 2011 г.). В Мотихари е роден британският писател Джордж Оруел.